# Алван
Алексі Морван-Розюс (нар. 17 березня 1993), професійно відомий під псевдонімом Алван (фр. Alvan) — французький музикант й автор пісень. Після перемоги на Eurovision France, c'est vous qui décidez! отримав право представляти Францію на Пісенному конкурсі Євробачення 2022 з піснею «Fulenn» разом з гуртом Ahez.

## Участь у Євробаченні

### Національний відбір
C'est Vous Qui Décidez — одновечірній національний відбір, який Франція використовувала для вибору своєї пісні для Євробачення-2023, де змагалося 12 пісень. Переможець визначався у 2 турах голосування. У першому раунді 5 найкращих пісень було визначено публічним телеголосуванням, які потім вийшли до другого раунд — суперфіналу. Переможцями цього вечора стала після «Fulenn» у виконанні Alvan & Ahez. Вони набрали 222 бали, відрив від другого місця склав 50 балів. Пісня «Fulenn» розповідає про бретонську легенду про молоду жінку, яка звільняється від суспільних забобон, танцюючи вночі у світлі багаття.

### Євробачення
Згідно з правилами Євробачення, усі країни, за винятком країни-господарки та «Великої п'ятірки» (Франція, Німеччина, Італія, Іспанія та Велика Британія), мають пройти кваліфікацію в одному з двох півфіналів, щоб взяти участь у конкурсі. Будучи членом «Великої п'ятірки», Франція автоматично отримала право брати участь у фіналі 14 травня 2022 року.
Алван та гурт Ahez виступили у фіналі Євробачення 2022 під шостим номером та за результатами голосування посіли 24 (передостаннє) місце у фіналі з 8 балами від глядачів та 9 — від журі.

## Дискографія

### Альбоми
- Magma (2022)

### ЕР
- Home (2016)
- La ballade (2017)

### Сингли
| Назва                       | Рік  | Альбом        |
| --------------------------- | ---- | ------------- |
| «Dame de cœur»              | 2016 | Поза альбомом |
| «Kangei»                    | 2016 | Поза альбомом |
| «Pure»                      | 2016 | Поза альбомом |
| «Bodhyanga»                 | 2016 | Home          |
| «Home»                      | 2016 | Home          |
| «Chinatown»                 | 2016 | Home          |
| «Sanzel»                    | 2016 | Поза альбомом |
| «Amazone»                   | 2017 | Home          |
| «Damiana» (feat. Velvet)    | 2018 | Поза альбомом |
| «Indolove» (feat. Keybeaux) | 2019 | Поза альбомом |
| «Move On»                   | 2019 | Поза альбомом |
| «Anything»                  | 2021 | Magma         |
| «Fulenn» (разом з Ahez)     | 2022 | Magma         |